# Tamba magniplaga
Tamba magniplaga är en fjärilsart som beskrevs av Swinhoe 1902. Tamba magniplaga ingår i släktet Tamba och familjen nattflyn. Inga underarter finns listade i Catalogue of Life.